# ليدا 74886
ليدا 74886 هي مجرة قزمة ذات شكل مستطيل فريد (وهي المجرة الوحيدة المعروفة حالياً التي تمتلكه)، تقع في كوكبة النهر على مسافة 70 مليون سنة ضوئية من الأرض. عثر على المجرة للمرة الأولى خلال مسح عريض للسماء كان يجريه مرصد سوبارو باستخدام كمرة سوبارو ذات البؤرة الأساسية، ثم اكتشف مرصد كيك وجود قرص سريع الدوران في وسط المجرة، يقابل وجهه الأرض. تقدر كتلة المجرة بحوالي 109 كتلة شمسية (فيما تبلغ كتلة مجرة درب التبانة للمقارنة 1012 ك.ش). تتميز هذه المجرة بشكلها المستطيل الخاص، حيث أنه لا يدخل ضمن أي من تصنيفات أشكال المجرات الثلاث المعروفة، وهي المجرات الحلزونية والإهليجية وغير المنتظمة، وهي أول مجرة تكتشف من هذا النوع. ويعتقد أن شكلها الغريب نتج عن اصطدام مجرتين حلزونيتين ببعضهما البعض، فقذفت نجومهما باتجاه الخارج لتشكل هذا المضلع ذو الزوايا حول مركز المجرة، الذي الذي اندفعت إليه غازاتها مكونة القرص المظلم في الوسط. غير أنه يتوقع أن تفقد ليدا 074886 شكلها المميز هذا خلال بضعة بلايين من السنين نتيجة تفاعلات قوة الجاذبية، إلا في حال حدث اصطدام جديد يسمح لها بالحفاظ على شكلها.